# Jagdgeschwader 2
La Jagdgeschwader 2  (JG 2) (2e escadre de chasse), surnommée Richthofen, est une unité de chasseurs de la Luftwaffe pendant la Seconde Guerre mondiale, baptisée en l’honneur de l'as de la Première Guerre mondiale Manfred von Richthofen.
Active de 1939 à 1945, l'unité était affectée aux missions visant à assurer la supériorité aérienne de l'Allemagne dans le ciel de l'Europe.

## Opérations

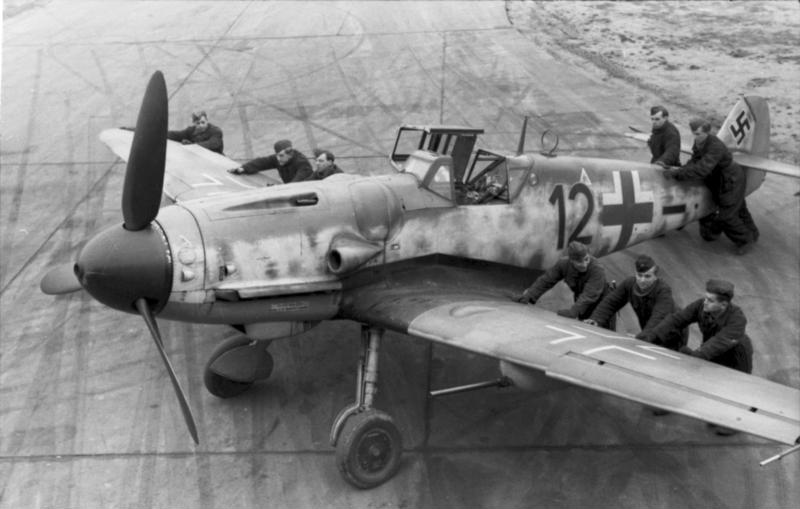
Messerschmitt Bf 109 utilisé par la JG 2.

Le JG 2 opère sur des chasseurs Messerschmitt Bf 109D, E, F et G, des Focke-Wulf Fw 190A et des Arado Ar 68F

## Organisation

### Stab. Gruppe
Formé le 1er mai 1939 à Döberitz à partir du Stab/JG 131.

Geschwaderkommodore (Commandant de l'escadre) :
| Début            | Fin              | Grade          | Nom                                    |
| ---------------- | ---------------- | -------------- | -------------------------------------- |
| 1er mai 1939     | 31 mars 1940     | Oberst         | Gerd von Massow (uk)                   |
| 1er avril 1940   | 2 septembre 1940 | Oberstleutnant | Harry von Bülow-Bothkamp               |
| 2 septembre 1940 | 20 octobre 1940  | Major          | Wolfgang Schellmann                    |
| 20 octobre 1940  | 28 novembre 1940 | Major          | Helmut Wick                            |
| 28 novembre 1940 | 16 février 1941  | Hauptmann      | Karl-Heinz Greisert (en) (par intérim) |
| 16 février 1941  | 3 juillet 1941   | Major          | Wilhelm Balthasar                      |
| 20 juillet 1941  | 1er juillet 1943 | Oberst         | Walter Oesau                           |
| 1er juillet 1943 | 2 mars 1944      | Major          | Egon Mayer                             |
| 2 mars 1944      | 27 avril 1944    | Major          | Kurt Ubben (en)                        |
| 28 avril 1944    | 8 mai 1945       | Oberstleutnant | Kurt Bühligen                          |

### I. Gruppe
Formé le 1er mai 1939 à Döberitz  à partir du I./JG 131 avec :
- Stab I./JG 2 à partir du Stab I./JG 131
- 1./JG 2 à partir du 1./JG 131
- 2./JG 2 à partir du 2./JG 131
- 3./JG 2 à partir du 3./JG 131

En juillet 1942, le 1./JG 2 devient le 11./JG 2, et est reformé.
Le 21 septembre 1943, le I./JG 2 augmente ses effectifs pour former 4 staffeln :
- 1./JG 2 inchangé
- 2./JG 2 inchangé
- 3./JG 2 inchangé
- 4./JG 2 à partir du 11./JG 2

Le I./JG 2 est dissous en avril 1945.
Gruppenkommandeure (Commandant de groupe) :
| Début             | Fin               | Grade        | Nom                     |
| ----------------- | ----------------- | ------------ | ----------------------- |
| 1er mai 1939      | 26 septembre 1939 | Oberleutnant | Carl Vieck              |
| 1er octobre 1939  | 22 juin 1940      | Hauptmann    | Jürgen Roth (militaire) |
| 22 juin 1940      | 9 septembre 1940  | Hauptmann    | Henning Strümpell (de)  |
| 9 septembre 1940  | 20 octobre 1940   | Hauptmann    | Helmut Wick             |
| 20 octobre 1940   | 20 novembre 1941  | Hauptmann    | Karl-Heinz Krahl (en)   |
| 20 novembre 1941  | 4 mai 1942        | Hauptmann    | Ignaz Prestele          |
| 24 juin 1942      | Décembre 1942     | Hauptmann    | Erich Leie (en)         |
| Décembre 1942     | 18 août 1943      | Hauptmann    | Helmut-Felix Bolz (pt)  |
| 19 août 1943      | 24 septembre 1944 | Hauptmann    | Erich Hohagen           |
| 24 septembre 1944 | Décembre 1944     | Major        | Walter Matoni (en)      |
| 18 décembre 1944  | 25 mars 1945      | Hauptmann    | Franz Hrdlicka (en)     |
| 26 mars 1945      | 8 mai 1945        | Oberleutnant | Christian Eickhoff      |

### II. Gruppe
Formé le 15 décembre 1939 à Wien-Schwechat avec : 
- Stab II./JG 2 nouvellement créé
- 4./JG 2 nouvellement créé
- 5./JG 2 nouvellement créé
- 6./JG 2 nouvellement créé

Le 21 septembre 1943, le II./JG 2 augmente ses effectifs pour former 4 staffeln :
- 5./JG 2 inchangé
- 6./JG 2 inchangé
- 7./JG 2 à partir de l'ancien 4./JG 2
- 8./JG 2 à partir du 12./JG 2

Gruppenkommandeure :
| Début            | Fin              | Grade     | Nom                           |
| ---------------- | ---------------- | --------- | ----------------------------- |
| 15 décembre 1939 | 2 septembre 1940 | Hauptmann | Wolfgang Schellmann           |
| 2 septembre 1940 | 17 mai 1942      | Hauptmann | Karl-Heinz Greisert (en)      |
| 17 mai 1942      | Décembre 1942    | Hauptmann | Helmut-Felix Bolz (pt)        |
| Décembre 1942    | Janvier 1943     | Hauptmann | Erich Rudorffer (par intérim) |
| Janvier 1943     | 31 mars 1943     | Hauptmann | Adolf Dickfeld                |
| Avril 1943       | 14 juin 1943     | ?         | ?                             |
| 15 juin 1943     | 1er mai 1944     | Hauptmann | Kurt Bühligen                 |
| 4 mai 1944       | 1er janvier 1945 | Hauptmann | Georg Schroder                |
| Janvier 1945     | 28 février 1945  | Major     | Walter Matoni (en)            |
| 28 février 1945  | 8 mai 1945       | Hauptmann | Fritz Karch                   |

### III. Gruppe
Formé le 16 mars 1940 à Burg-Magdeburg  avec :
- Stab III./JG 2 nouvellement créé
- 7./JG 2 nouvellement créé
- 8./JG 2 nouvellement créé
- 9./JG 2 nouvellement créé

Le 21 septembre 1943, le II./JG 2 augmente ses effectifs pour former 4 staffeln :
- 9./JG 2 inchangé
- 10./JG 2 nouvellement créé
- 11./JG 2 à partir de l'ancien 7./JG 2
- 12./JG 2 à partir de l'ancien 8./JG 2

Gruppenkommandeure :
| Début             | Fin               | Grade     | Nom                   |
| ----------------- | ----------------- | --------- | --------------------- |
| 16 mars 1940      | 24 septembre 1940 | Major     | Dr Erich Mix (en)     |
| 24 septembre 1940 | 28 octobre 1940   | Hauptmann | Otto Bertram (de)     |
| 28 octobre 1940   | 1er novembre 1942 | Hauptmann | Hans Hahn             |
| 1er novembre 1942 | 1er juillet 1943  | Hauptmann | Egon Mayer            |
| 1er juillet 1943  | Février 1944      | Hauptmann | Bruno Stolle (sl)     |
| Février 1944      | 8 juin 1944       | Hauptmann | Herbert Huppertz (en) |
| 8 juin 1944       | 22 juin 1944      | Hauptmann | Josef Wurmheller      |
| 23 juin 1944      | 8 mai 1945        | Hauptmann | Siegfried Lemke (en)  |

### IV.(N) Gruppe
Le 10.(N)/JG 2 est formé le 1er mai 1939 à Döberitz à partir du 10.(N)/JG 131. 
Augmentation de ses effectifs de la force d'un Gruppe le 3 février 1940 à Jever avec :
- Stab IV./JG 2 nouvellement créé
- 10./JG 2 à partir du 10./JG 2
- 11./JG 2 à partir du 10./JG 26
- 12./JG 2 à partir du 10.(N)/JG 72

Le 22 juin 1940, il est renommé II./NJG 1 avec : 
- Stab IV./JG 2 devient Stab II./NJG 1
- 10./JG 2 devient 4./NJG 1
- 11./JG 2 devient 5./NJG 1
- 12./JG 2 devient 6./NJG 1

Gruppenkommandeure :
| Début              | Fin            | Grade        | Nom        |
| ------------------ | -------------- | ------------ | ---------- |
| 1er septembre 1939 | 3 février 1940 | Oberleutnant | Müller     |
| 3 février 1940     | 22 juin 1940   | Hauptmann    | Blumensaat |

### Ergänzungsgruppe
Unité de réserve, de remplacement des pilotes et avions, formée le 1er octobre 1940 au Havre-Octeville en tant que Ergänzungsstaffel/JG 2.

En mai 1941, il augmente ses effectifs pour devenir Erg.Gruppe avec :
- 1. Einsatzstaffel
- 2. Ausbildungsstaffel à partir du Erg.Sta./JG 2

Dissous en janvier 1942, le Stab devient Stab/EJGr. West, le Ausbildungsstaffel devient 1./EJGr. West, et le Einsatzstaffel devient 10./JG 1.

Gruppenkommandeure :
| Début            | Fin            | Grade        | Nom              |
| ---------------- | -------------- | ------------ | ---------------- |
| 1er octobre 1940 | Mai 1941       | Oberleutnant | Horst Steinhardt |
| 12 mai 1941      | 5 février 1942 | Major        | Jürgen Roth      |

### 10.(Jabo)/JG 2
(Unité d'attaque au sol) formée le 10 novembre 1941 à Beaumont-le-Roger en tant que 13./JG 2. Puis, à partir d'avril 1942, il devient 10.(Jabo)/JG 2.
Le 10 avril 1943, le 10.(Jabo)/JG 2 est renommé 13./SKG 10.

### 11.(Höh.)/JG 2
Formé en juillet 1942 à Saint-Pol à partir du 1./JG 2.
 
Il est dissous le 1er février 1943 et est absorbé par le JG 53.
Reformé le 10 décembre 1942 à Beaumont-le-Roger et est attaché au I./JG 2.
Le 21 septembre 1943, il est renommé 4./JG 2.

### 12./JG 2
Formé le 1er janvier 1943 à Évreux.

Le 21 septembre 1943, le 12./JG 2 est renommé 8./JG 2.

## Récipiendaires de laCroix de chevalier de la Croix de ferde la Jagdgeschwader 2 "Richthofen"
| Nom                       | Croix de fer      | Feuilles de feuilles | glaives         |
| ------------------------- | ----------------- | -------------------- | --------------- |
| von Bulow-Bothkamp, Harry | 22 août 1940      |                      |                 |
| Wick, Helmut              | 27 août 1940      | 6 octobre 1940       |                 |
| Machold, Werner           | 5 septembre 1940  |                      |                 |
| Schellmann, Wolfgang      | 18 septembre 1940 |                      |                 |
| Hahn, Hans                | 24 septembre 1940 | 14 août 1941         |                 |
| Bertram, Otto             | 28 octobre 1940   |                      |                 |
| Schnell, Siegfried        | 9 novembre 1940   | 9 juillet 1941       |                 |
| Krahl, Karl-Heinz         | 13 novembre 1940  |                      |                 |
| Rudorffer, Erich          | 1er mai 1941      |                      |                 |
| Balthasar, Wilhelm        | 2 juillet 1941    |                      |                 |
| Mayer, Egon               | 1er août 1941     | 16 avril 1943        | 2 mars 1944     |
| Leie, Erich               | 1er août 1941     |                      |                 |
| Pflanz, Rudolf            | 1er août 1941     |                      |                 |
| Bühligen, Kurt            | 4 septembre 1941  | 2 mars 1944          | 14 août 1944    |
| Wurmheller, Josef         | 4 septembre 1941  | 13 novembre 1942     | 24 octobre 1944 |
| Liesendahl, Frank         | 4 septembre 1942  |                      |                 |
| Schröter, Fritz           | 24 septembre 1942 |                      |                 |
| Stolle, Bruno             | 17 mars 1943      |                      |                 |
| Goltzsch, Kurt            | 5 février 1944    |                      |                 |
| Lemke, Siegfried          | 14 juin 1944      |                      |                 |
| Huppertz, Herbert         | 24 juin 1944      |                      |                 |
| Hrdlicka, Franz           | 9 août 1944       |                      |                 |
| Matoni, Walter            | 2 janvier 1945    |                      |                 |
| Karch, Franz              | 17 avril 1945     |                      |                 |